# Maerua pubescens
Maerua pubescens là một loài thực vật có hoa trong họ Capparaceae. Loài này được Müll.Berol. mô tả khoa học đầu tiên năm 1861.